# Mejoramiento Social
Mejoramiento Social es un barrio o sector de la ciudad de Santo Domingo en el Distrito Nacional de la República Dominicana.

## Galería

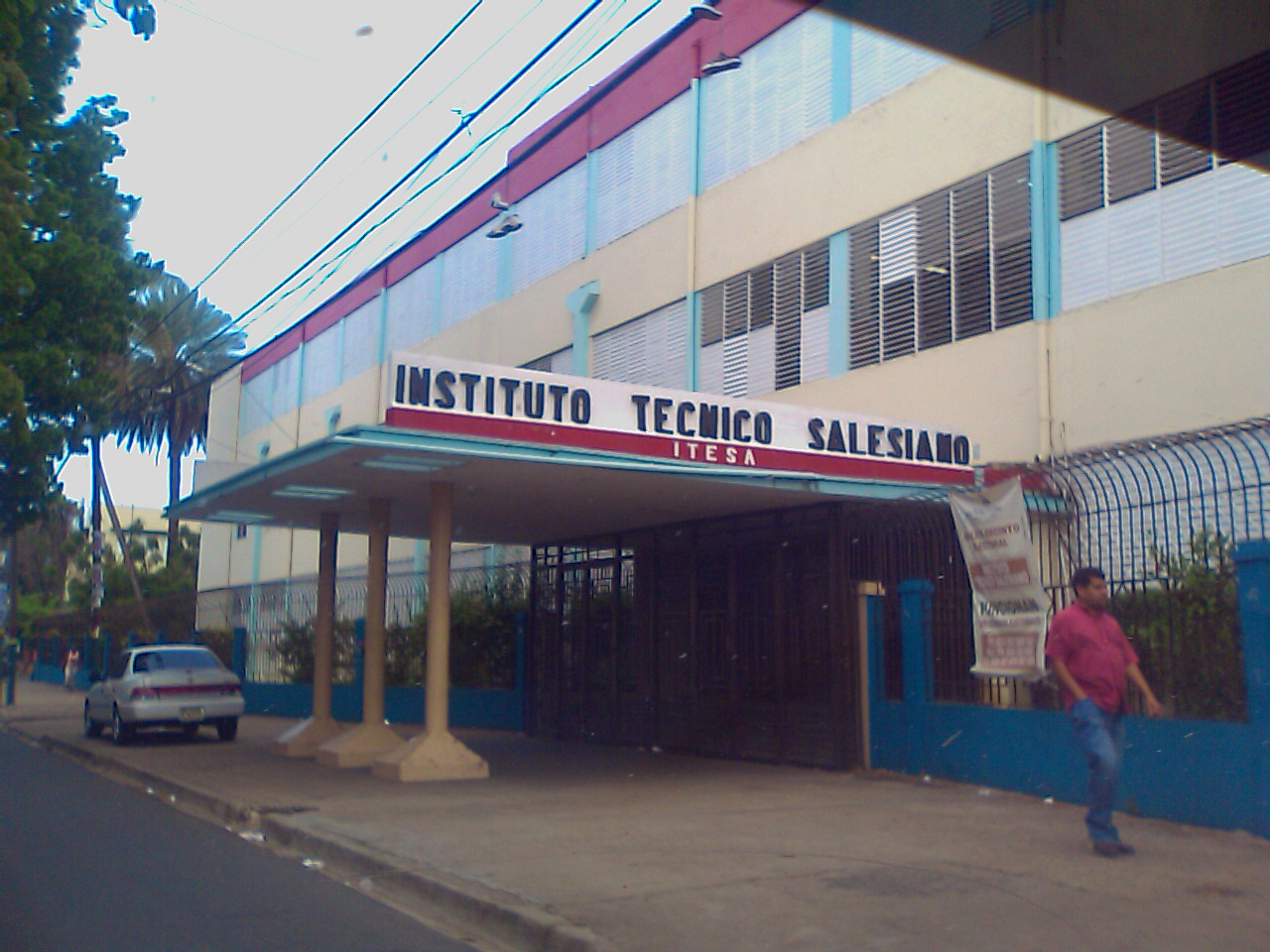
Instituto Técnico Salesiano (ITESA)
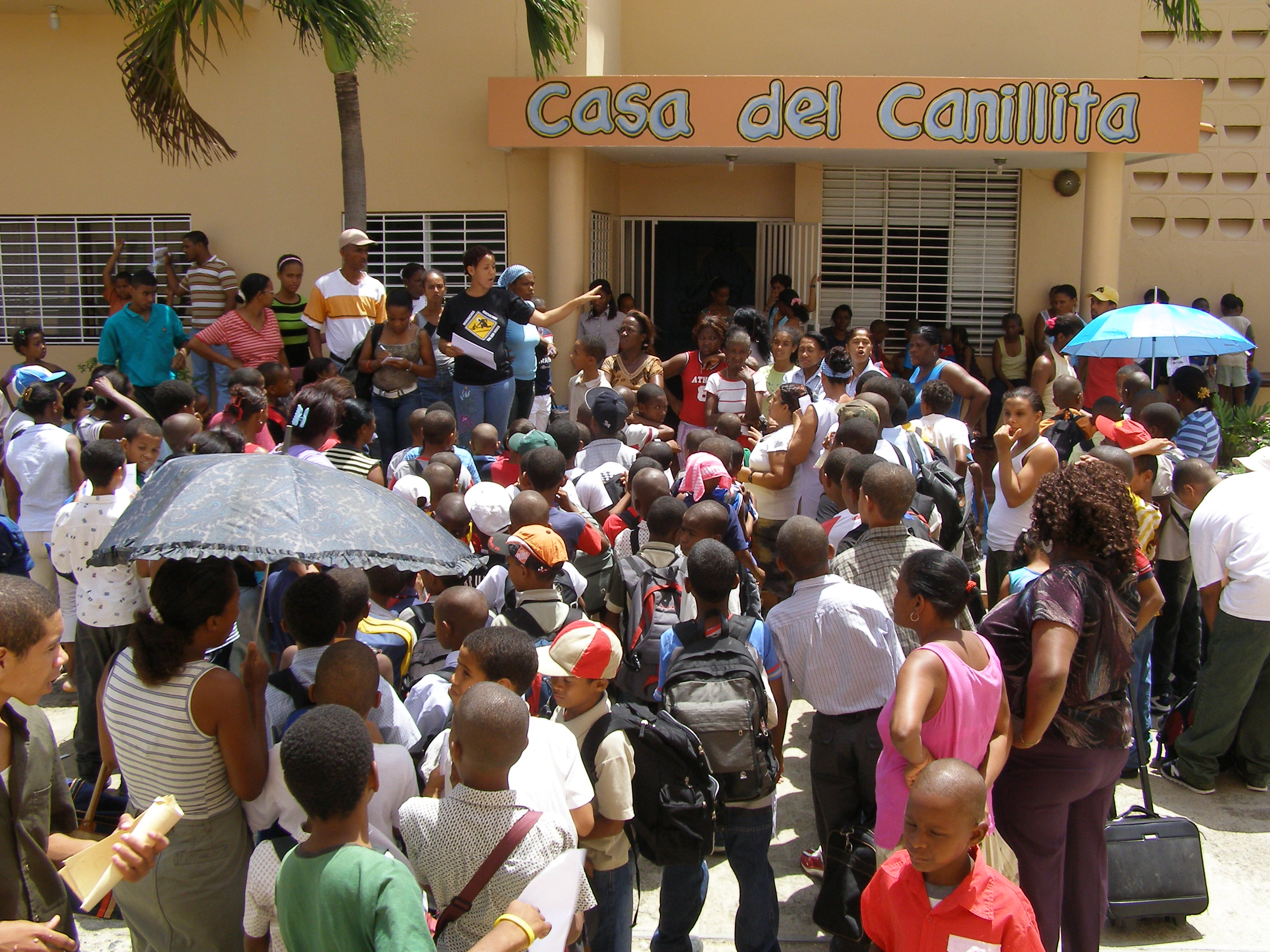
Canillitas, saliendo para campamento en Jarabacoa
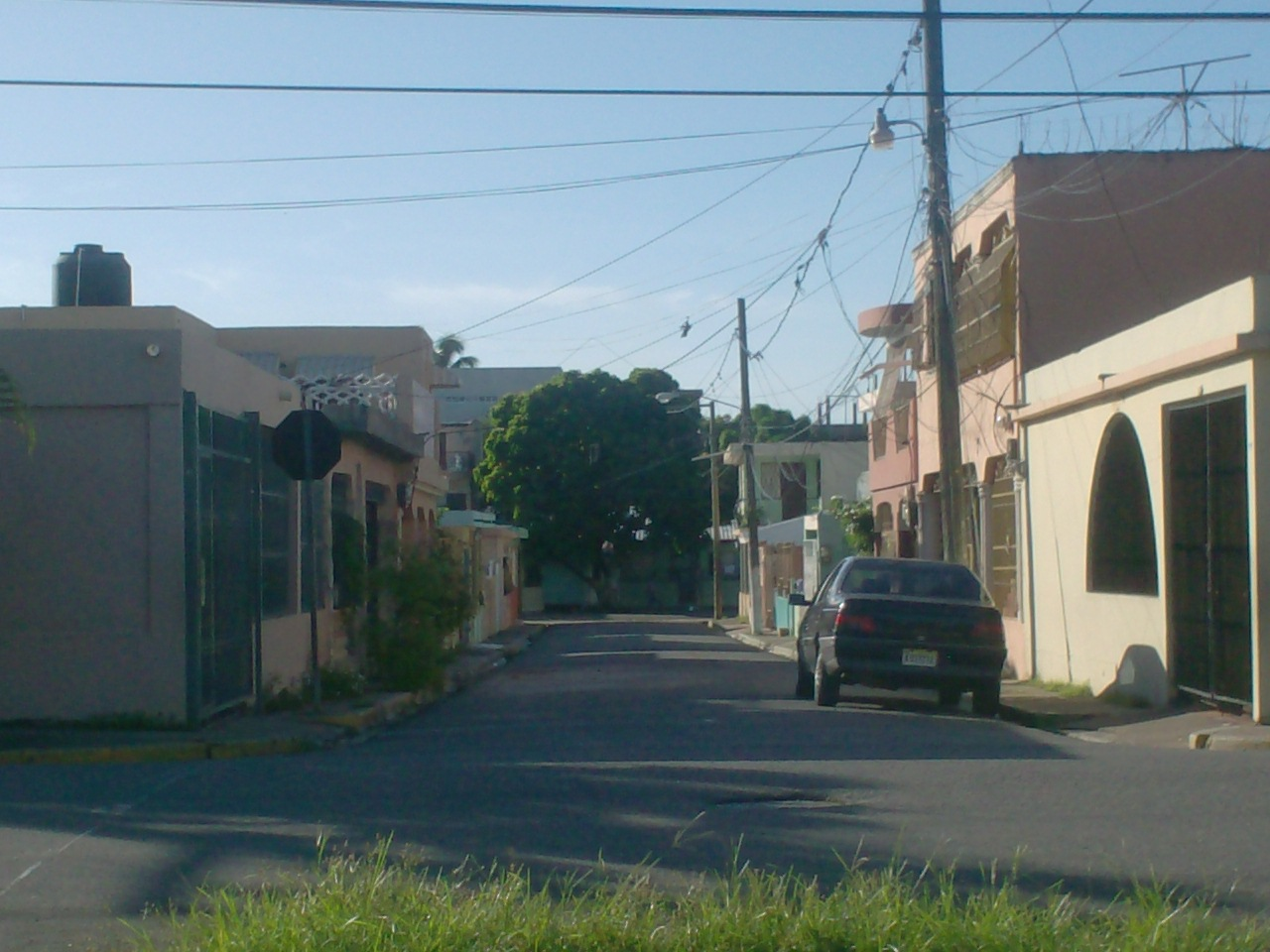
Casas en la calle A
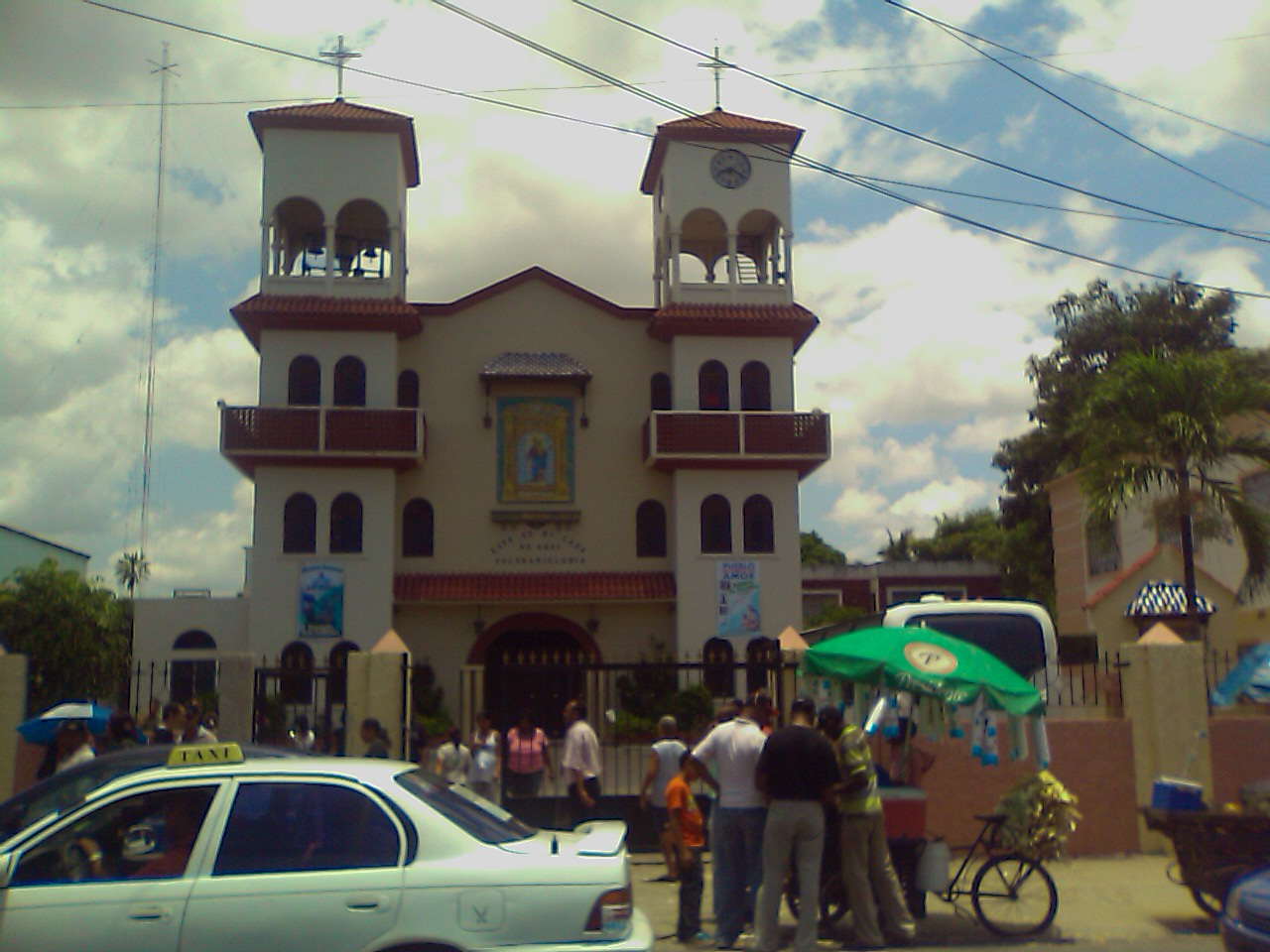
Iglesia católica del Mejoramiento Social

## Inauguración

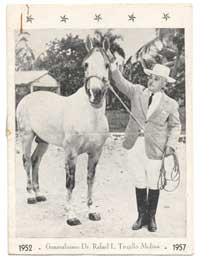
Trujillo en el Mejoramiento Social el día de la inauguración

El Sector fue inaugurado el 20 de abril de 1946 por el dictador Rafael Leónidas Trujillo. Algunas de las viviendas de la zona perduran desde esa fecha hasta la actualidad.